# Wolverine (Michigan)
Wolverine é uma vila localizada no estado americano de Michigan, no Condado de Cheboygan.

## Demografia
Segundo o censo americano de 2000, a sua população era de 359 habitantes.
Em 2006, foi estimada uma população de 349, um decréscimo de 10 (-2.8%).

## Geografia
De acordo com o United States Census Bureau tem uma área de 2,3 km², dos quais 2,3 km² cobertos por terra e 0,0 km² cobertos por água.

## Localidades na vizinhança
O diagrama seguinte representa as localidades num raio de 28 km ao redor de Wolverine.